# Feng Dao

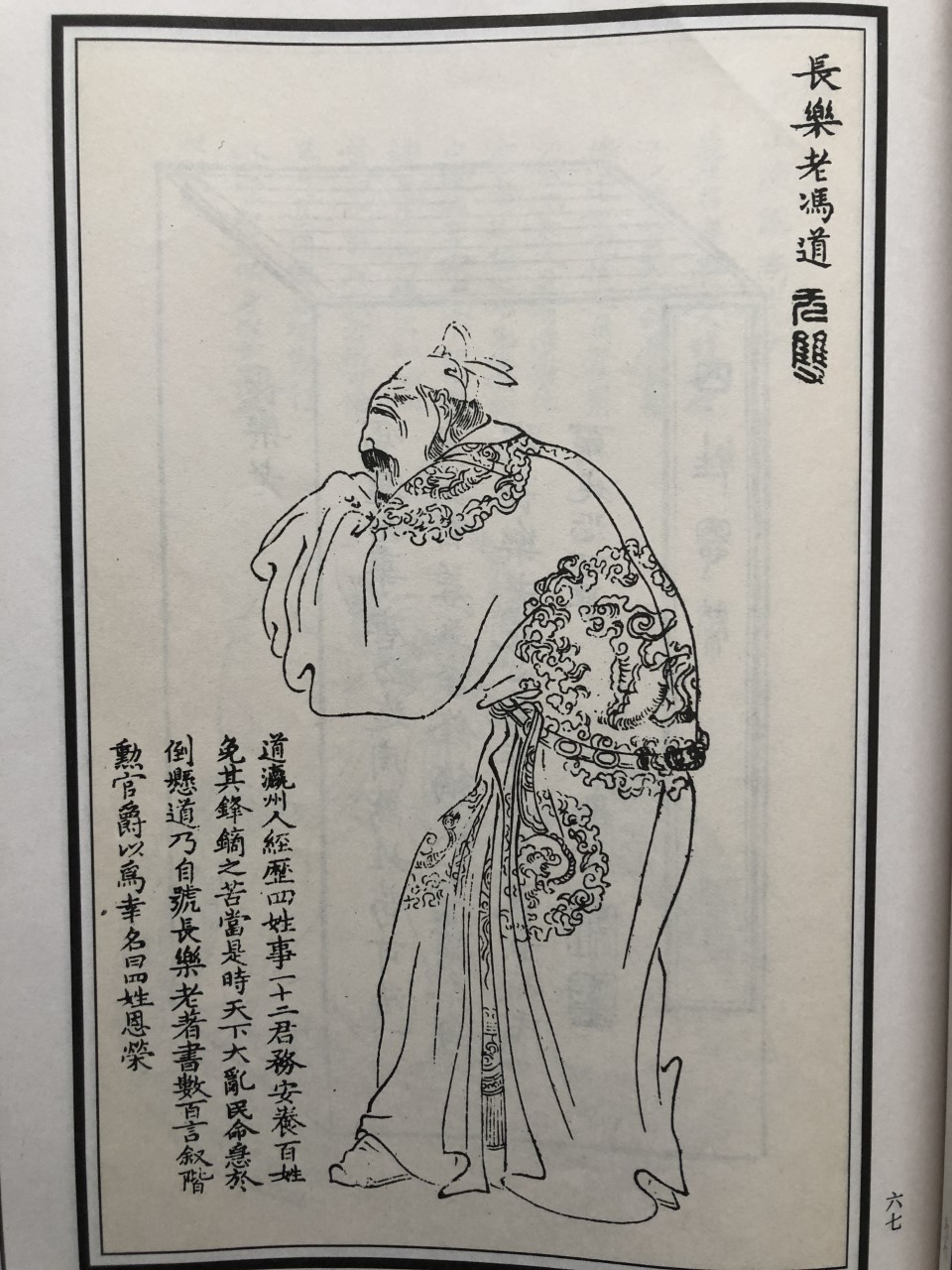
Feng Dao als afgebeeld in de Wu Shuang Pu (無雙譜, Boek van weergaloze helden) door Jin Guliang

Feng Dao (Traditioneel Chinees: 馮道; Vereenvoudigd Chinees: 冯道; Wade-Giles: Feng Tao) (882- 954), beleefdheidsnaam Kedao (可道), formeel Prins Wenyi van Ying (瀛文懿王), was een Chinese uitvinder, drukker, en politicus. Hij was een belangrijke Chinese regeringsfunctionaris tijdens de Vijf Dynastieën en Tien Koninkrijken periode. Hij diende als kanselier tijdens drie van de latere vier dynastieën (Later Tang, Later Jin, en Later Zhou) en was ook een geëerd functionaris tijdens Later Han. Voor zijn bijdrage aan de verbetering van het blokdrukproces voor het drukken van Chinese geschreven werken,
 hebben geleerden hem vergeleken met de Duitse uitvinder en smid Johannes Gutenberg. Traditionele hooggeplaatste personen uit het verleden prezen hem voor zijn verschillende deugden maar verguisden hem ook omdat hij niet trouw was aan één dynastie maar bereid was een aantal opeenvolgende dynastieën te dienen. Feng Dao wordt afgebeeld in de Wu Shuang Pu door Jin Guliang.

## Bijdrage tot de ontwikkeling van de boekdrukkunst
In 932 gaf Feng Dao opdracht om Chinese klassieke teksten te drukken met behulp van beweegbare houtblokken. Ongeveer een eeuw na de uitvinding van de boekdrukkunst, verbeterde Feng Dao het drukproces aanzienlijk, en gebruikte het als een politiek instrument. Het project werd voltooid in 953, toen de voltooide drukblokken werden aangeboden aan Guo Wei,  bekend als Keizer Taizu van de Later Zhou. Hij wordt algemeen beschouwd als de uitvinder van de moderne boekdrukkunst in China, zoals Johannes Gutenberg dat is in het Westen. De eerste standaardeditie werd gedrukt tussen 932 en 953 in Xi'an. De verbeterde druktechniek verspreidde zich snel, en het vroegst bekende Koreaanse boek werd ermee gedrukt in 950.
Het werk van Feng Dao en zijn medewerkers voor de boekdrukkunst in China kan worden vergeleken met het werk van Gutenberg in Europa. Vóór Gutenberg werd er al gedrukt - zeker met blokdruk en zeer waarschijnlijk ook met typografie - maar de Bijbel van Gutenberg luidde een nieuwe dag in voor de beschaving van Europa. Op dezelfde manier was er vóór Feng Dao ook al gedrukt, maar het was een obscure kunst die weinig invloed had op de cultuur van het land. Feng Dao's drukkunst maakten van de boekdrukkunst een kracht die de renaissance van de Song-dynastie inluidde.